# 長臂左鮃
長臂左鮃為輻鰭魚綱鰈形目鰈亞目鮃科的其中一種，為深海魚類，分布於西印度洋肯亞、莫三比克、南非海域，棲息深度180-310公尺，體長可達19公分，棲息在底層水域，以底棲生物為食，生活習性不明。